# Jean-Luc Gréau
 (juin 2014).
Pour les articles homonymes, voir Gréau.
Jean-Luc Gréau (né le 16 octobre 1943 à Marengo, aujourd'hui Hadjout, en Algérie) est un économiste français.
Ancien conseiller du MEDEF, il se définit comme étant de « tradition libérale de droite » et il est connu pour militer en faveur d'un protectionnisme européen.

## Biographie
Dans le livre La trahison des économistes, il remet en cause un certain nombre d'idées courantes concernant la mondialisation, réfutant notamment que la perte des emplois industriels puisse être compensée par les nouveaux emplois créés dans les services et d'une manière générale la théorie des avantages comparatifs. Jean-Luc Gréau prône une indépendance alimentaire et énergétique pour l'Europe et appelle à l'instauration d'un protectionnisme aux frontières de l'Europe, dont il affirme qu'il autoriserait une revalorisation du travail et donc un redéploiement de la demande intérieure.
En 2010, il reçoit le prix Sophie-Barluet.

## Thèse sur l'avenir du capitalisme
Loin de concevoir une autre économie, Jean-Luc Gréau développe à la fois une analyse sur des anomalies du capitalisme, une critique de la société consumériste, du libérisme[réf. nécessaire] et du keynésianisme, selon lui responsables en partie de l'augmentation des dépenses publiques[réf. nécessaire]. Jean-luc Gréau revient aussi sur l'histoire du capitalisme et les controverses actuelles (Braudel). Enfin, face à ces anomalies[Lesquelles ?] qui fragilisent les sociétés occidentales, notamment européennes, l'auteur propose une rationalisation du capitalisme et un changement de nos comportements individuels (générosité, concordance politique et économique entre sociétés semblables), ce qui débouche sur une sorte de protectionnisme ou plus exactement une préférence communautaire.

## Ouvrages
- 1998 : Le capitalisme malade de sa finance, éditions Gallimard
- 2005 : L'avenir du capitalisme, éditions Gallimard
- 2008 : La trahison des économistes, Coll. Le Débat, éditions Gallimard, 250 p.[3]
- 2012 : La Grande Récession (depuis 2005) : Une chronique pour comprendre, éditions Gallimard[6]
- 2020 : Le secret néolibéral, éditions Gallimard[7]

## Articles
- « L’agonie de l’euro » pp.61-69, Revue Perspectives Libres no 1, sous la dir. de Pierre-Yves Rougeyron : « Que reste-t-il de l'Europe ? », 107 pages, Janv. 2011,  (ISBN 979-10-90742-02-4).